# Bạc Liêu
Bạc Liêu è una città del Vietnam, situata nella provincia di Bac Lieu, della quale è il capoluogo.